# Kiore
Kiore è una circoscrizione rurale (rural ward) della Tanzania situata nel distretto di Tarime, regione del Mara. Conta una popolazione di 8 020 abitanti (censimento 2012).